# Nervus mylohyoideus

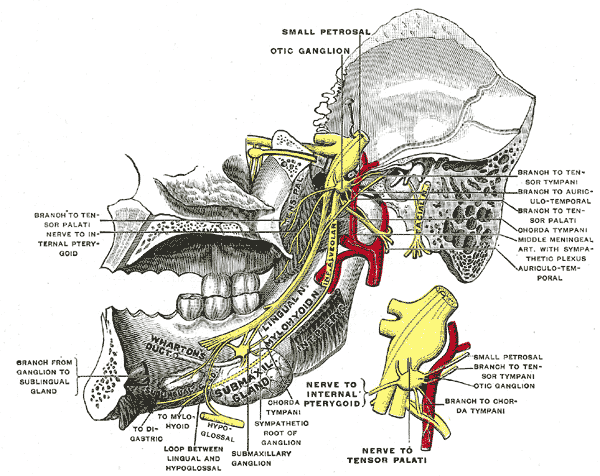
N. mandibularis ágainak lefutása.

A nervus mylohyoideus a m. mylohyoideust és a m. digastricus elülső hasát (venter anterior musculi digastrici) motorosan ellátó ideg.
Lefutása
A n. mylohyoideus a n. alvelolaris inferiorból (n. mandibularis, azaz n. V./3. ága) lép ki közvetlenül annak a foramen mandibulaeba való belépése előtt. Ezután a ramus mandibulae medialis felszínén levő barázdában száll le a m. mylohyoideus alsó (caudalis) felszínének eléréséig.  
Funkció
Motoros

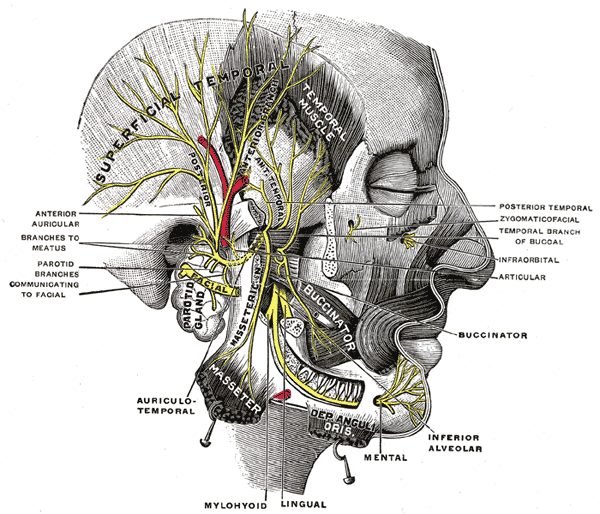
Nervus mandibularis

A m. mylohyoideus és a venter anterior m. digastrici motoros idege.
Szenzoros
Szenzoros ága az áll bőrének érzőidege.